# Антиамериканські настрої в Росії
Історія поширення антиамериканських настроїв у Росії тягнеться з початку холодної війни. В СРСР антиамериканські погляди становили ідеологічне підґрунтя у системі освіти, наукових дослідженнях та інформаційній практиці. 
Основною ідеєю поширення антиамериканських поглядів в сучасній Росії є перешкоджання глобалізації, вестернізації, американізації світу, уособленням чого є Сполучені Штати та їх культурний, політичний, економічний вплив на міжнародну спільноту.
Згідно з даними останніх опитувань жителів Росії, США очолюють список найбільш вороже налаштованих проти РФ країн..

## Історія
Ще у 1920-х років лідер більшовиків Володимир Ленін характеризував американську двопартійну систему (тобто Республіканську та Демократичну партії) як «безглузді поєдинки між двома буржуазними партіями», які очолювали «хитрі мультимільйонери», що експлуатували американський пролетаріат .
Після Другої світової війни політичні суперечності між США та Радянським Союзом почали загострюватись. Як наслідок, в населення зростали антиамериканські настрої, підігріті державними засобами масової інформації.

### Політика під час Холодної війни
Наприкінці 1940-х років Центральний Комітет Комуністичної партії Радянського Союзу видав декілька указів, спрямованих на посилення антиамериканської пропаганди на території СРСР.
До прикладу, в указі Центрального Комітету номер 148 від березня 1949 року міститься наступне:
- Капіталістичні монополії США — натхненники політики агресії.
- США — головна опора для міжнародної реакції.
- Північноатлантичний пакт — знаряддя агресії англо-американського імперіалізму.
- Американські правлячі кола проти міжнародного співробітництва.
- Американські реакціонери в ролі «рятівників» капіталізму від комунізму.
- Що приніс «План Маршалла» народам Європи.
- США — міжнародна опора колоніального поневолення і колоніальних воєн.
- Американські імперіалісти — душителі свободи і незалежності народів.
- Народи світу не хочуть бути рабами американського імперіалізму.

В основу антиамериканской пропаганды по линии печати, радио и Всесоюзного общества по распространению политических и научных знаний положить следующую тематику: * Капиталистические монополии США — вдохновители политики агрессии. * США — главный оплот международной реакции. * Североатлантический пакт — орудие агрессии англо-американского империализма. * Американские правящие круги против международного сотрудничества. * Американские реакционеры в роли «спасателей» капитализма от коммунизма. * Что принес «План Маршалла» народам Европы. * США — международный оплот колониального порабощения и колониальных войн. * Американские империалисты — душители свободы и независимости народов. * Народы мира не хотят быть рабами американского империализма. * …
⁣⁣⁣⁣⁣⁣
Зі свого боку, США проводили пропагандичну діяльність з критикою та висміюванням свого головного політичного опонента — СРСР. Антирадянська пропаганда в США була присутня в кіно, телебаченні, музиці, літературі та мистецтві. Антикомуністична політика в Сполучених Штатах також використовувалась в навчальних цілях: в школах дітям показували антирадянські ролики. Також публікувались антирадянські статті, один з яскравих прикладів — стаття «Як розпізнати комуніста» (англ. «How to Spot a Communist»).
В СРСР антиамериканська пропаганда базувалась на критиці внутрішньої політики США, соціальної несправедливості в американському суспільстві, викриванні імперіалістичного характеру їх
зовнішньої політики, антиамериканські погляди становили ідеологічне підґрунтя у системі радянської освіти, наукових дослідженнях та інформаційній практиці на теренах всього СРСР.

### Сучасна Росія
В сучасній Росії антиамериканські настрої спрямовані на:
- неприйняття США та їх зовнішньої політики, що загрожує суверенітету та національним або політичним ідентичностям інших народів («сувереннонаціоналістичний напрям»)
- засудження США за те, що вони не живуть за тими демократичними принципами, які проголошують («ліберальний напрям»);
- критика американського внутрішнього політичного устрою, в якому на першому місці стоїть вигода, а не саме суспільство («соціальний напрям»);[10]

Основною ідеєю поширення антиамериканських поглядів є перешкоджання глобалізації, вестернізації, американізації світу, уособленням чого є Сполучені Штати та їх культурний, політичний, економічний вплив на міжнародну спільноту.
Дослідники Е. Ширяєв та В. Зубок виділяють три стадії трансформації антиамериканських настроїв на пострадянському просторі.
- «Старий» антиамериканізм, який був результатом офіційної ідеології часів СРСР, становив першу фазу, упродовж якої увага радянського суспільства акцентувалася на змаганні з США та неприйнятті усього «американського».
- «Медовий місяць» (кінець 1980-х — перша половина 1990-х рр.), був другою фазою, для якої було характерним зникнення «старого» антиамериканізму, послаблення негативних та прояви позитивних поглядів щодо США.
- «Новий» антиамериканізм (з кінця 1990-х рр.) знаменував собою третю фазу, перехід до якої був спричинений як низкою внутрішньополітичних та економічних факторів, так і станом російсько-американських відносин та міжнародним становищем.[10]

## Опитування
Список країн з якими в РФ склались найбільш напружені та ворожі стосунки згідно з останніми опитуваннями населення Росії.
| Позиція | Країна / регіон | %    |
| ------- | --------------- | ---- |
| 1       | США             | 66 % |
| 2       | Україна         | 40 % |
| 3       | Велика Британія | 29 % |
| 4       | Латвія          | 26 % |
| 5       | Польща          | 26 % |
| 6       | Литва           | 26 % |
| 7       | Німеччина       | 16 % |
| 8       | Грузія          | 16 % |

| Позиція | Країна / регіон | %    |
| ------- | --------------- | ---- |
| 1       | США             | 67 % |
| 2       | Україна         | 53 % |
| 3       | Велика Британія | 25 % |
| 4       | Польща          | 12 % |
| 5       | Грузія          | 12 % |
| 6       | Німеччина       | 9 %  |
| 7       | Латвія          | 7 %  |
| 8       | Франція         | 5 %  |

| Позиція | Країна / регіон | %    |
| ------- | --------------- | ---- |
| 1       | США             | 78 % |
| 2       | Україна         | 49 % |
| 3       | Велика Британія | 38 % |
| 4       | Латвія          | 26 % |
| 5       | Польща          | 24 % |
| 6       | Литва           | 23 % |
| 7       | Німеччина       | 17 % |
| 8       | Естонія         | 15 % |

| Позиція | Країна / регіон | %    |
| ------- | --------------- | ---- |
| 1       | США             | 75 % |
| 2       | Україна         | 39 % |
| 3       | Велика Британія | 33 % |
| 4       | Німеччина       | 14 % |
| 5       | Польща          | 11 % |
| 6       | Франція         | 8 %  |
| 7       | Грузія          | 5 %  |
| 8       | Латвія          | 5 %  |

## Терміни антиамериканської пропаганди

### Загниваючий Захід
«Загниваючий Захід» (рос. «Загнивающий запад») — термін, який використовувався в радянські часи для позначення соціального порядку та моральних норм у США та інших західних країнах, які нібито корумповані і швидко руйнуються зсередини.

### Піндос
«Піндос» (рос. «Пиндос») — це зневажливий етнофолізм в російській мові, який використовується для позначення американців. Спочатку термін використовувався для позначення військовослужбовців США, але поступово став універсальним зневажливим терміном для позначення всіх американців. Деякі джерела стверджують, що в цьому значенні термін вперше широко почали застосували російські військовослужбовці під час війни в Косові. За словами російських солдатів, він ідеально підходив для «озброєного до зубів і боягузливого американського солдата». Пізніше з'явились також похідні терміни для позначення Сполучених Штатів, такі як «Піндосія» та «Піндостан» (рос. «Пиндосия», «Пиндостан»).

## Євромайдан
Починаючи з 2014 року, після Євромайдану, світових реакцій на анексію Криму Російською Федерацією та проросійських заворушень 2014 року в Україні, у Росії виникла нова хвиля антиамериканських настроїв.
На організованій урядом демонстрації «Антимайдан» у лютому 2015 року, де зібралось близько 35 000 людей, в розправах майдану було звинувачено Сполучені Штати. Були вивішені банери «Помри, Америка», а також лунали промови, що: «Майдан — це посмішка американського посла, який, сидячи в своєму пентхаусі, з радістю спостерігає як брат вбиває брата». У липні 2015 року головний радник Володимира Путіна з питань безпеки Микола Патрушев заявив, що «це США розпочали конфлікт в Україні».
За даними опитувань незалежного центру «Левада», у січні 2015 року 81 % росіян мали негативні погляди на США. Це число майже вдвічі збільшилося за попередній рік, досягнувши найвищої позначки за весь час подібних опитувань, які вперше були проведені в 1988 році.